# Teong-Kim Lim
Teong-Kim Lim  (* 26. August 1963 in Malakka) ist ein ehemaliger malaysischer Fußballnationalspieler, der zuletzt Trainer beim Perak FC war.

## Spielerkarriere

### Vereinskarriere
Teong-Kim Lim begann seine Profikarriere im Alter von 17 Jahren in seiner Heimatstadt bei Melaka FA. Anschließend spielte er für Selangor FA, bevor er 1987 für eine Spielzeit nach Deutschland zu Hertha BSC wechselte. Unter Jürgen Sundermann konnte sich Teong-Kim Lim dort jedoch in der Amateur-Oberliga Berlin keinen Platz in der Stammelf erkämpfen. Nach dem feststehenden Aufstieg der Herthaner kehrte Lim in sein Heimatland zum Kuala Lumpur FA zurück. Danach ging er zunächst zu Negeri Sembilan FA, bevor er 1992 zu Kedah FA wechselte, wo er nach einem Jahr seine Karriere beendete.

### Nationalmannschaftskarriere
Teong-Kim Lim bestritt insgesamt 75 Partien für die Nationalmannschaft Malaysias. Seinen größten Erfolg im Trikot der Nationalmannschaft feiert Lim mit dem Gewinn des Fußballturniers bei den Südostasienspielen 1989, bei dem er im Finale gegen Singapur das vorentscheidende 2:1 erzielte.

## Trainerkarriere
1995 zog Teong-Kim Lim nach Deutschland und betreute dort die erste Mannschaft des SV Puchheim. Im Jahr 2000 wurde Lim von Dettmar Cramer entdeckt, der Lim zu einem Vertrag als Jugendtrainer beim FC Bayern München verhalf. Lim war unter Kurt Niedermayer Co-Trainer der U-19 des FC Bayern München. Er trainierte unter anderem Thomas Müller in der Jugend.